# Pitiquito (Sonora)
Pitiquito è una municipalità dello stato di Sonora nel Messico settentrionale, il cui capoluogo è la località omonima.
Conta 9.514 abitanti (2010) e ha una estensione di 9.823,33 km².